# Лагуаса
Лагуаса (порт. Lagoaça)  —  район (фрегезия) в Португалии,  входит в округ Браганса. Является составной частью муниципалитета  Фрейшу-ди-Эшпада-а-Синта. По старому административному делению входил в провинцию Траз-уш-Монтиш и Алту-Дору. Входит в экономико-статистический  субрегион Дору, который входит в Северный регион. Население составляет 497 человек на 2001 год. Занимает площадь 41,00 км².